# Elmenhorst/Lichtenhagen
Elmenhorst/Lichtenhagen é um município da Alemanha, situado no distrito de Rostock, no estado de Mecklemburgo-Pomerânia Ocidental. Tem 12,05 km² de área, e sua população em 2019 foi estimada em 4.265 habitantes.